# Solange du lebst (Film)
Solange du lebst ist ein deutscher Spielfilm aus dem Jahr 1955. Regie in diesem Kriegsfilm-Drama, das zur Zeit des Spanischen Bürgerkriegs spielt, führte Harald Reinl. Adrian Hoven spielt die Rolle eines deutschen Soldaten der Legion Condor, dessen Flugzeug abgeschossen wird. Marianne Koch verkörpert Teresa, die Frau, die ihn verletzt in den Bergen findet und ihm hilft. Karin Dor stellt die blutjunge Einheimische Pepita dar, die von Comisario Malek für seine Zwecke eingespannt wird.

## Handlung
Vorwort im Film: Dies ist die Geschichte zweier junger Menschen, die sich zu einer Zeit begegneten, als Bruder gegen Bruder kämpfte. 
Während der Spanische Bürgerkrieg tobt, ist Teresa, eine Franco-Sympathisantin, mit dem alten Pedro in den Bergen unterwegs, als sie den Absturz eines Kampffliegers beobachten. An der Absturzstelle finden sie den deutschen Soldaten Michael. Er ist weitgehend bewegungsunfähig und blutet stark. 
Teresa will Wasser und Verbandszeug für den Verletzten holen, wird dabei aber von Soldaten der Republikaner entdeckt und von einer Patrouille begleitet ins Dorf zurückgeschickt. Dort fordert sie Bürgermeister Torquito für die Krankenstation an, um sie so zu schützen. Pepita, die noch sehr junge Tochter des Bürgermeisters, lässt sich von Comisario Malek, der ein falsches Spiel treibt, stark in seinem Sinne beeinflussen und stets aufs Neue verunsichern. Sie merkt gar nicht, dass er sie immer wieder dazu bringt, Dinge auszuplaudern, die sie lieber für sich hätte behalten sollen. 
Der gutmütige Pedro hat Michael derweil in eine Höhle geschleppt und ihn versorgt, so gut er konnte. Teresa wartet einen günstigen Zeitpunkt ab und nutzt diesen, um mit Verbandszeug, Wasser und Nahrung zu Pedro und dem Verletzten zurückzukehren. Wie sich herausstellt, ist Michaels Bein gebrochen, so dass eine Flucht durch die bergige Landschaft nicht möglich ist. Pedro will durch die Berge vor dem Feind fliehen und bittet Teresa, mit ihm zu kommen. Diese lehnt jedoch ab, da sie Michael auf keinen Fall seinem Schicksal überlassen will. 
Für Teresa wird es immer schwieriger, noch zu Michael vorzudringen, da die Soldaten sich überall in den Bergen herumtreiben. Nun sind schon viele Tage vergangen, ohne dass sie zu Michael gelangen konnte. In ihrer Not wendet sie sich an Bürgermeister Torquito, der ihr auch diesmal wieder hilft. Michael gesteht ihr seine Liebe und auch sie kann nicht mehr verbergen, wie tief ihre Gefühle für ihn schon sind. Noch immer weiß Michael allerdings nicht, dass Teresa schon jemand anderem versprochen ist. 
In der Zwischenzeit passiert im Dorf weiter viel Schlimmes und dann wird auch noch Bürgermeister Torquito erschossen, Teresas „Schutzengel“. Comisario Malek, der inzwischen herausbekommen hat, dass Teresa einen Deutschen in den Bergen versteckt hält, lässt ihr keine Wahl. Sie muss ihn noch in derselben Nacht zum Versteck begleiten. Dort kommt es zu einem dramatischen Duell zwischen Malek und Michael. Michael geht daraus als Sieger hervor und Teresa und Michael verbringen ihre letzte gemeinsame Nacht. Im Morgengrauen schleicht Teresa, nachdem sie dem schlafenden Michael noch einmal ihr Herz geöffnet hat, traurig davon – zurück zu ihrem Verlobten. Sie sehen sich nicht wieder.

## Hintergrund
Gedreht wurde der Film vom 20. März bis zum 20. Juni 1955 in Sevilla, Granada und in der Sierra Nevada. Die Innenaufnahmen entstanden vom 6. bis 20. Juni 1955 im Afifa Atelier „Unter den Eichen“ in Wiesbaden (Hessen). Premiere feierte das Filmdrama in Deutschland am 14. Oktober 1955.
Historischer Hintergrund: Der Spanische Bürgerkrieg wurde zwischen Juli 1936 und April 1939 zwischen der demokratisch gewählten Regierung der Zweiten Spanischen Republik und den Putschisten unter General Francisco Franco ausgetragen. Er endete mit dem Sieg der Anhänger Francos. Durch einen Putsch versuchte die faschistische Falange und die nationale Rechte im Militär, unter Franco an die Macht zu kommen, stieß jedoch auf unerwartet starke Gegenwehr der republikanischen Regierung. Auch das Deutsche Reich griff ein und entsandte die Legion Condor, eine verdeckt operierende Einheit der deutschen Wehrmacht, zur Unterstützung der Faschisten.
Die Filmmusik wurde vom Symphonieorchester der Stadt Wiesbaden eingespielt.

## Kritik
Die Fernsehzeitschrift Gong urteilte: „Ideologisch umstrittener Kriegsfilm, der allenfalls durch die Auftritte von Adrian Hoven, Marianne Koch und der ganz jungen Karin Dor eine gewisse Klasse erreicht.“